# K-148 Krasnodar
Le K-148 Krasnodar est un sous-marin nucléaire d'attaque de classe Oscar lancé par la marine soviétique le 3 mars 1985.
Il sert par la suite dans la marine russe avant d'être retiré du service en 2012.
Il sera donc renommé "Sous-marin 617". Le 17 mars 2014, un incendie s'est déclaré à proximité du navire lors de la destruction de celui-ci au chantier naval russe Nerpa, près de la ville de Snezhnogorsk. Un porte-parole du chantier naval a déclaré que l'incendie avait été rapidement éteint, sans blessures ni rejets radioactifs.